# Clovis E. Byers

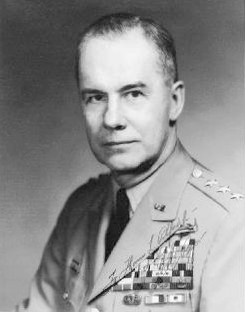
Clovis E. Byers

Clovis Ethelbert Byers (* 5. November 1899 in Columbus, Franklin County, Ohio; † 13. Dezember 1973) war ein Generalleutnant der United States Army. Er kommandierte unter anderem zwei Armeekorps und zwei Divisionen. 
1920 absolvierte Clovis Byers die United States Military Academy in West Point. Nach seiner Graduation wurde er als Leutnant der Kavallerie zugeteilt. In der Armee durchlief er anschließend alle Offiziersränge bis zum Dreisterne-General.
Im Lauf seiner militärischen Karriere absolvierte Byers verschiedene Kurse und Schulungen. Dazu gehörten unter anderem die Signal School (1923–1924), die Cavalry School (1930–1931), das Command and General Staff College (1936) sowie das United States Army War College (1939–1940).
In seinen jüngeren Jahren absolvierte er den für Offiziere in den niederen Rangstufen üblichen Dienst in verschiedenen Einheiten und Standorten. Von 1926 bis 1930 war er Dozent an der Militärakademie West Point für Militärtaktik. In den Jahren 1931 und 1932 diente er im 8. Kavallerieregiment. Anschließend kehrte er an die Militärakademie in West Point zurück, wo er bis 1933 Führungsoffizier der Kadetten und danach bis 1934 als Stabsoffizier tätig war. Nach dem Studium am Command and General Staff College wurde Byers Stabsoffizier beim VIII. Corps. Danach kommandierte er in den Jahren 1937 bis 1939 Einheiten des 5. Kavallerieregiments.
Von Juni 1941 bis Januar 1942 war Clovis Byers Stabsoffizier in der Abteilung G-1 (Personal) im Kriegsministerium. In diese Zeit fiel der amerikanische Eintritt in den Zweiten Weltkrieg. Danach wurde er Stabschef der 77. Infanteriedivision, die damals von Robert Eichelberger kommandiert wurde. Als dieser im Juli 1942 das Kommando über das I. Korps erhielt, folgte ihm Byers und wurde nun Stabschef dieses Korps, das zur Verteidigung von Neuguinea eingesetzt wurde. Dann wurde er zur 32. Infanteriedivision versetzt, mit der er an der Schlacht um Buna-Gona-Sanananda beteiligt war und verwundet wurde. Im Dezember 1942 kommandierte er für einige Tage kommissarisch diese Division. Danach war er Stabschef der auf Neuguinea stationierten Truppen.
Von 1944 bis 1948 war Byers Stabschef der auf den Philippinen bzw. in Japan stationierten 8. Armee. Im 27. März 1948 übernahm er das Kommando über die 82. Luftlandedivision. In dieser Funktion löste er James M. Gavin ab. Er behielt sein Kommando bis zum 18. Juli 1949. Danach war er Stabsoffizier (G1) im Armeehauptquartier. Von Juli bis Dezember 1951 kommandierte Byers das im Koreakrieg eingesetzte X. Korps. Dort nahm er an einigen Schlachten teil. Dann war er im Jahr 1952 für einige Monate Kommandeur des XVI. Korps. In den folgenden zwei Jahre bis 1954 war er Stabschef im Hauptquartier der Allied Forces Southern Europe, ehe er für einige Monate erneut das Kommando über das X. Corps übernahm. Es folgte eine Berufung zum stellvertretenden Leiter des National War Colleges, ⁣⁣das er für einige Monate in den Jahren 1954 und 1955 ausübte. Danach leitete er bis 1957 das NATO Defense College. Nach zwei Jahren als Stabsoffizier (Special Assistant) im Verteidigungsministerium ging er im Jahr 1959 in den Ruhestand. Er starb am 13. Dezember 1973 und wurde auf dem Nationalfriedhof Arlington beigesetzt.

## Orden und Auszeichnungen
Clovis Byers erhielt im Lauf seiner militärischen Laufbahn unter anderem folgende Auszeichnungen:
- Distinguished Service Cross
- Army Distinguished Service Medal (2-Mal)
- Silver Star (2-Mal)
- Legion of Merit (2-Mal)
- Bronze Star Medal (3-Mal)
- Purple Heart
- Order of the British Empire (Großbritannien)
- Military Merit Medal (Philippinen)
- Orden der Ehrenlegion